# Стоян Филипов
Стоян Николов Филипов, известен и с псевдонимите Братанов, Драмски, е български революционер и политик, деец на Вътрешната македоно-одринска революционна организация.

## Биография
Стоян Филипов е роден в източномакедонското село Старчища, тогава в Османската империя. През 1898 година завършва с първия випуск Скопското педагогическо училище и след това учи една година право в Швейцария. Завръща се в Македония и работи като български учител в Драмско, Неврокопско и Сярско. Присъединява се към ВМОРО и е ръководител на революционния комитет в беласишкото село Горни Порой. През 1903 година е секретар в неврокопската чета на Атанас Тешовски.
На 7 юни 1903 година съединените чети на войводите Атанас Тешовалията, Димитър Кашиналията, Георги Спанчовалията, Христо Танушев и Стоян Филипов, водят сражение с турски армии при връх Голеш (Демирхисарско). По време на Илинденско-Преображенското въстание действа със своя чета. Заедно с Атанас Тешовски прекъсват телеграфните съобщения в Неврокопското поле и между селата Куманич и Долно Броди.
В 1905 година завършва право в Лозанския университет.
След Хуриета от 1908 година е училищен инспектор в Неврокопско. В 1909 година участва в така наречената Неврокопска афера и заедно със Стоян Мълчанков и други дейци на десницата в революционното движение е арестуван, затворен в Ени кауш в Солун и осъден на смърт. След застъпничество от страна на солунските консули присъдата му е заменена с доживотен затвор, излежаван на Родос.
По време на Балканската война Стоян Филипов война е войвода на чета № 48 към Македоно-одринското опълчение. Заедно с чета № 49 на Стоян Мълчанков първи дават сражение в Неврокопско на турската армия при село Марчево. През 1913 година Стоян Филипов служи в нестроевата рота на Тринадесета кукушка дружина.
| Чета № 48 на МОО с командир Стоян Филипов | Чета № 48 на МОО с командир Стоян Филипов | Чета № 48 на МОО с командир Стоян Филипов | Чета № 48 на МОО с командир Стоян Филипов | Чета № 48 на МОО с командир Стоян Филипов | Чета № 48 на МОО с командир Стоян Филипов |
| Номер                                     | Име                                       | Години                                    | Околия                                    | Селище                                    | Бележка                                   |
| ----------------------------------------- | ----------------------------------------- | ----------------------------------------- | ----------------------------------------- | ----------------------------------------- | ----------------------------------------- |
|                                           | Алекс[андър] Костадинов                   | 34                                        | Неврокопско                               | Елес                                      |                                           |
|                                           | Ангел Апостолов                           | 26                                        | Неврокопско                               | Куманич                                   |                                           |
|                                           | Ангел Димитров                            | 24                                        | Неврокопско                               | Бутим                                     |                                           |
|                                           | Ангел Ив. Жопов                           | 28                                        | Неврокопско                               | Зърново                                   |                                           |
|                                           | Ангел Костадинов                          | 24                                        | Неврокопско                               | Бутим                                     |                                           |
|                                           | Ангел Тозев                               | 28                                        | Неврокопско                               | Бутим                                     |                                           |
|                                           | Ангел Янчев                               | 20                                        | Неврокопско                               | Бутим                                     |                                           |
|                                           | Атанас Ангелов                            | 32                                        | Неврокопско                               | Зърнево                                   |                                           |
|                                           | Атанас Ангелов                            | 40 (43)                                   | Неврокопско                               | Куманич                                   |                                           |
|                                           | Атанас Великов                            | 25                                        | Неврокопско                               | Бутим                                     |                                           |
|                                           | Атанас Костадинов                         | 24                                        | Неврокопско                               | Елес                                      |                                           |
|                                           | Атанас Тодоров                            | 28                                        | Неврокопско                               | Бутим                                     |                                           |
|                                           | Божил Алексов Божков                      | 28                                        | Неврокопско                               | Бутим                                     |                                           |
|                                           | Велик Аврамов                             | 30                                        | Неврокопско                               | Зърнево                                   |                                           |
|                                           | Герман Аризанов                           | 30                                        | Неврокопско                               | Зърнево                                   |                                           |
|                                           | Георги Ангелов                            | 28                                        | Неврокопско                               | Бутим                                     |                                           |
|                                           | Георги Ангелов                            | 20                                        | Неврокопско                               | Старчища                                  |                                           |
|                                           | Георги Газоев                             | 20                                        | Неврокопско                               | Старчища                                  |                                           |
|                                           | Георги Кръстев                            | 26                                        | Драмско                                   | Височен                                   |                                           |
|                                           | Георги Месов                              | 29                                        | Неврокопско                               | Старчища                                  |                                           |
|                                           | Георги Николов                            | 19 (20)                                   | Неврокопско                               | Елес                                      |                                           |
|                                           | Георги Попгеоргиев                        | 42                                        | Неврокопско                               | Възем                                     | убит на 17 юни 1913                       |
|                                           | Димитър Георгиев                          | 18                                        | Неврокопско                               | Бутим                                     |                                           |
|                                           | Димитър Георгиев                          | 42                                        | Неврокопско                               | Елес                                      |                                           |
|                                           | Димитър Г. Шопов                          | 28                                        | Неврокопско                               | Бутим                                     |                                           |
|                                           | Димитър Илиев Гърбижанов                  | 35                                        | Неврокопско                               | Бутим                                     |                                           |
|                                           | Димитър Спасов Толев (Талев, Тонев)       | 32                                        | Неврокопско                               | Бутим                                     |                                           |
|                                           | Димитър Кочиев                            | 28                                        | Неврокопско                               | Зърново                                   |                                           |
|                                           | Ив. Арнаутчето (Арнаудчето)               |                                           | Прилепско                                 | Прилеп                                    |                                           |
|                                           | Иван Василев                              | 20                                        | Неврокопско                               | Елес                                      | кръст „За храброст“                       |
|                                           | Иван Захариев Петков                      | 35                                        | Неврокопско                               | Бутим                                     |                                           |
|                                           | Иван Иванов                               | 22                                        | Неврокопско                               | Елес                                      | кръст „За храброст“ ІV                    |
|                                           | Иван Ключков                              | 23                                        | Неврокопско                               | Ловча                                     |                                           |
|                                           | Иван Николов Пагунев                      | 29                                        | Неврокопско                               | Елес                                      |                                           |
|                                           | Иван Попилиев                             | 25 (27)                                   | Неврокопско                               | Елес                                      |                                           |
|                                           | Иван Стоев                                | 37                                        | Неврокопско                               | Елес                                      |                                           |
|                                           | Иван Янев                                 | 30                                        | Драмско                                   | Кобалища                                  |                                           |
|                                           | Константин Ангелов                        | 34 (35)                                   | Неврокопско                               | Куманич                                   |                                           |
|                                           | Коста Д. Жонов                            | 52                                        | Неврокопско                               | Зърново                                   |                                           |
|                                           | Коста (Костадин) А. Джонов (Жонов)        | 35 (30)                                   | Неврокопско                               | Зърново                                   |                                           |
|                                           | Коста Амижев (Амижов)                     | 40                                        | Неврокопско                               | Куманич                                   |                                           |
|                                           | Костадин Дамянов                          | 25                                        | Неврокопско                               | Бутим                                     |                                           |
|                                           | Костадин Кръстев                          | 42                                        | Неврокопско                               | Бутим                                     |                                           |
|                                           | Мавроди Трифонов Маджаров                 | 20                                        | Неврокопско                               | Бутим                                     |                                           |
|                                           | Никола Ангелов                            | 30                                        | Неврокопско                               | Долно Сингартия                           |                                           |
|                                           | Никола Атанасов                           | 20                                        | Неврокопско                               | Елес                                      |                                           |
|                                           | Никола Ангелов Бабриев (Бабушев, Бабушов) | 40                                        | Неврокопско                               | Зърнево                                   | бронзов медал                             |
|                                           | Павле Николов                             | 24                                        | Неврокопско                               | Бутим                                     |                                           |
|                                           | Панайот Ив. Спирков (Спиртов)             | 42                                        | Драмско                                   | Руждене                                   | убит на 8 октомври 1912 при Голак         |
|                                           | Параско Атанасов                          | 45 (48)                                   | Неврокопско                               | Възем                                     |                                           |
|                                           | Петко Иванов                              | 25 (26)                                   | Неврокопско                               | Възем                                     |                                           |
|                                           | Петър Ангелов                             | 23                                        | Неврокопско                               | Бутим                                     |                                           |
|                                           | Петър Ангелов                             | 31 (32)                                   | Неврокопско                               | Куманич                                   |                                           |
|                                           | Петър Кръстев                             | 27                                        | Неврокопско                               | Бутим                                     |                                           |
|                                           | Сотир Георгиев Маджаров                   | 32                                        | Неврокопско                               | Бутим                                     |                                           |
|                                           | Стоян Кочиев                              | 30                                        | Неврокопско                               | Зърново                                   |                                           |
|                                           | Тодор Ангелов                             | 45                                        | Костурско                                 | Куманичево                                |                                           |
|                                           | Яни (Янчо) Стоев                          | 18 (19)                                   | Неврокопско                               | Възем                                     |                                           |

След Междусъюзническата война се установява в Неврокопско, където е пунктов началник на ВМРО.
През 1915 година Стоян Филипов е в основата на убийството на Яне Сандански, на когото е издадена смъртна присъда от ВМОРО. След убийството, извършено на 10 (23) април, Филипов е арестуван заедно с още седем души и обвинен в подстрекателство на убийството. На 20 август е изправен пред военен съд в Горна Джумая. Тримата, обвинени като физически убийци, заявяват, че се били в района с „патриотическа мисия“, поверена им от Филипов, който им дава пушки и патрони. Филипов заявява, че тази мисия му е била възложена от Тодор Александров, член на Централния комитет на ВМОРО, на когото Филипов е представител в Неврокопско. Според Филипов той имал пълномощно от Александър Протогеров да изпраща разузнавателни мисии в Гърция. Пред съда Филипов заявява, че той лично, както и населението мрази Сандански, който е „турски шпионин“. На 22 август всички обвиняеми са оправдани поради липса на доказателства.
През септември 1915 година старши подофицер Филипов завежда разузнавателен пункт №4 в Неврокоп на Партизанския отряд на Единадесета пехотна македонска дивизия. Филипов участва в Първата световна война с 11 дивизия. Той е сред наградените от германския кайзер Вилхелм II с орден „За военни заслуги“ на военна лента по време на посещението му в Ниш на 5 януари 1916 г.
През 1924 година Стоян Филипов, като пунктов началник на ВМРО в Неврокоп, предупреждава Тодор Александров за готвения план за неговото убийство от Алеко Василев. След убийството на Тодор Александров и разцеплението във ВМРО се определя към крилото на Иван Михайлов. През 1925 година е делегат на Шестия конгрес, а през 1928 година на Седмия конгрес на ВМРО.
След убийството на Александър Протогеров от 1928 година застава на страната на михайловистите. Участва в убийството на Дерменджиев и на Касапов от Горна Сингарлия заедно със Стоян Попов.
Стоян Филипов прави политическа кариера и става народен представител в XXIII обикновено народно събрание. На 25 ноември 1932 година срещу него и неговия телохранител Анчо Соколов е извършено покушение от страна на Георги Дерменджиев. Стоян Филипов е ранен на 13 места, но оживява, докато неговият спътник е убит. След Деветнадесетомайския преврат в 1934 година е интерниран в град Лом и е арестуван в продължение на една година.
След Деветосептемврийския преврат през 1944 година Стоян Филипов е арестуван и заедно с група дейци на ВМРО е разстрелян без съд и присъда в околностите на Неврокоп.